# Circolo Sportivo Italiano (baloncesto)
Circolo Sportivo Italiano (Baloncesto) , es un equipo de baloncesto del Perú . Fue fundado el 17 de agosto de 1917 y actualmente participa en la Liga de baloncesto de Lima .

## Historia
El Club fue fundado el 17 de agosto de 1917 por Antonio D’Onofrio y 65 socios firmantes del acta de fundación, fue consolidado con el desarrollo de obras de infraestructura y captación de nuevos socios.
La compra del terreno que ocupa actualmente la sede se realizó en poco tiempo y a antes de los 5 años se inauguró en este terreno un estadio con capacidad para 20,000 personas.
En febrero de 1930 se inauguró la iluminación del estadio.
En 1945 se inaugura el Coliseo Cerrado y la Sede Social del Club.
Ese mismo año la federación de básquet rindió un justo homenaje al Club por su valiosa contribución al deporte.
El 18 de mayo de 1950 se inaugura el local cerrado de Bochas, considerado en esa época como el mejor de Sudamérica.
En Tenis las primeras canchas se construyeron en 1925.
El 3 de marzo de 1966 se construyeron las piscinas del Club.
La sede empezó a construirse en 1974 y se terminó el 27 de agosto de 1978.
En los años difíciles de 1980 se hace difícil seguir creciendo en infraestructura y son años más bien dedicados a la remodelación.
En 1986 se fusiona con Societa Canottieri Italia para evitar su desaparición y se agrega una Sede Social frente al mar en el Distrito de la Punta.
En 1997 se vuelve a iluminar la cancha de fútbol.
Llega el nuevo siglo y el Club sigue creciendo, con los adelantos tecnológicos de la época y así se puede colocar una cancha de fulbito de césped sintético, una cancha sintética para Bochas y una cancha de fútbol de gras sintético.
Actualmente el nuevo Concejo Directivo tiene entre sus planes Implementar un nuevo Sistema Informático que mejore la oportuna atención de los socios y que permita una Administración Moderna donde se pueda obtener mejor información para la toma de decisiones estratégicas.
Desarrollar un esquema para la captación de socios de ascendencia italiana, poniéndose en contacto con las principales colonias y asociaciones Italianas del Perú.
Están trabajando a través de publicistas para lograr un cambio de imagen (tanto interno como externo) y buscando la mejora de los servicios para el bienestar de la familia Circolense.
También están viendo la conversión de la piscina en temperada, una vez firmado el contrato con el proveedor que ofrezca la mejor cotización y calidad de los equipos.

## Plantilla actual
| Circolo Sportivo Italiano Plantilla Actual                  |  |                 |                 |  |                 |                |
| Entrenador: Alejandro Delgado - Asistente: Giancarlo Cañola |  |                 |                 |  |                 |                |
|                                                             |  | Bandera de Perú | Cesar Ponce     |  |                 |                |
|                                                             |  | Bandera de Perú | Cesar Rojas     |  |                 |                |
|                                                             |  | Bandera de Perú | Eduardo Vargas  |  |                 |                |
|                                                             |  | Bandera de Perú | Marco Rebatta   |  |                 |                |
|                                                             |  | Bandera de Perú | Andres Salinas  |  |                 |                |
|                                                             |  | Bandera de Perú | Alberto Panuera |  |                 |                |
|                                                             |  | Bandera de Perú | Paul Panuera    |  |                 |                |
|                                                             |  | Bandera de Perú | Pedro Martínez  |  |                 |                |
|                                                             |  | Bandera de Perú | Erick Reategui  |  |                 |                |
|                                                             |  | Bandera de Perú | Loyer Bravo     |  |                 |                |
|                                                             |  | Bandera de Perú | Erick Hayashi   |  | Bandera de Perú | Johnny Sanchez |

- Datos: Q5769916